# او-۶۱۷
زیردریایی یو-۶۱۷ (به انگلیسی: German submarine U-617) یک زیردریایی است که طول آن ۶۷٫۱ متر (۲۲۰ فوت ۲ اینچ) می‌باشد. این زیردریایی در سال ۱۹۴۱ ساخته شد.